# Teyran
Teyran är en kommun i departementet Hérault i regionen Occitanien i södra Frankrike. Kommunen ligger i kantonen Castries som tillhör arrondissementet Montpellier. År 2022 hade Teyran 4 729 invånare.

## Befolkningsutveckling
Antalet invånare i kommunen Teyran
Referens:INSEE